# Kathie Lee Gifford
Kathie Lee Gifford (París; 16 de agosto de 1953) es una presentadora de programas de entrevistas, cantante y actriz estadounidense. Es más conocida por haber sido anfitriona de Live with Regis and Kathie Lee desde 1985 hasta 2000 con Regis Philbin. Más tarde fue coanfitriona de la cuarta hora del programa Today de la NBC. Ha recibido 11 nominaciones al Daytime Emmy. Ganó su primer Daytime Emmy en 2010 como parte del elenco de The Today Show.
Antes de ser presentadora de programas de entrevistas, la primera aparición televisiva de Gifford fue la de Tom Kennedy en Name That Tune, de 1974 a 1978.
También apareció en anuncios de televisión de Carnival Cruise Lines desde 1984.

## Primeros años
Kathie Lee Gifford nació en París, Francia. Su nombre de nacimiento es Kathryn Lee Epstein. Es hija de Joan (de soltera Cuttell; nacida el 20 de enero de 1930), cantante, y Aaron Epstein (19 de marzo de 1924 - 19 de noviembre de 2002), músico y exoficial de la Armada de los Estados Unidos. Aaron Epstein estaba destinado con su familia en Francia cuando nació Gifford. Gifford creció en Bowie, Maryland, y asistió a la Escuela Secundaria Bowie. Cuando estaba en la escuela secundaria, Gifford era cantante en un grupo folklórico, "Pennsylvania Next Right", que actuaba frecuentemente en las asambleas escolares. Como estudiante de último año en la escuela secundaria, salió y fue al baile de graduación con Michael Bray. Después de su graduación en la escuela secundaria, Gifford asistió a la Universidad Oral Roberts en Tulsa, Oklahoma. En la Universidad Oral Roberts estudió teatro y música.
El abuelo paterno de Gifford era de ascendencia judía rusa y su abuela paterna era de ascendencia nativa americana. Su madre era pariente de Rudyard Kipling, de ascendencia franco-canadiense, inglesa y alemana, y fue criada en una familia de manipuladores de serpientes. Después de ver la película producida por Billy Graham, The Restless Ones a los 12 años, Gifford se convirtió en una cristiana renacida. Le dijo a Larry King: "Me criaron con muchas tradiciones judías y me criaron para estar muy agradecida por mi herencia judía". Su hermano, el reverendo David Paul Epstein, es un predicador bautista evangélico y pastor de la Iglesia Bautista Calvary en la ciudad de Nueva York.

## La década de 1970
Gifford representó a Maryland en el concurso de America's Junior Miss Pageant en 1970.
Durante un verano a principios de la década de 1970, fue secretaria y niñera de Anita Bryant en su casa de Miami. La carrera de Gifford despegó en los años 70 (durante su primer matrimonio con el compositor, arreglista, productor y editor cristiano Paul Johnson) como vocalista en el programa de juegos Name That Tune con Tom Kennedy (interpretó el segmento "sing a tune" como Kathie Lee Johnson). En 1978, se unió al elenco de Hee Haw Honeys.

## Live with Regis and Kathie Lee
Después de divorciarse de Johnson en 1983, Gifford conoció al comentarista deportivo Frank Gifford (nacido el 16 de agosto de 1930) durante un episodio de Good Morning America de la cadena ABC; ambos se casaron en 1986. En ese momento ya llevaba varios meses en su papel más famoso en la televisión, como una personalidad a tiempo completo en un programa de entrevistas matutino. El 24 de junio de 1985, reemplazó a Ann Abernathy como coanfitriona de The Morning Show en WABC-TV con Regis Philbin. El programa fue transmitido a nivel nacional en 1988 como Live! with Regis and Kathie Lee, y Gifford se hizo muy conocida en todo el país. En la década de 1990, millones de televidentes vieron sus descripciones de la vida en casa con su esposo y sus dos hijos. Ella apareció como portavoz de los batidos de la dieta Slim Fast después de que su hijo, Cody, nació. También fue una celebridad de Carnival Cruises a finales de los 80 y principios de los 90, cantando "If my friends could see me now!". Gifford dejó Live with Regis and Kathie Lee en el año 2000 después de 15 años para centrarse en pasar tiempo con su familia y continuar su carrera de cantante.

### 1996 controversia en la fábrica de explotación laboral
En 1996, el Comité Nacional del Trabajo, un grupo de derechos humanos, informó que se utilizaba mano de obra de talleres de explotación para hacer ropa para la línea Kathie Lee, vendida en Walmart. El grupo informó de que un trabajador en Honduras sacó de contrabando una pieza de ropa de la fábrica, que tenía una etiqueta de Kathie Lee en ella. Una de las trabajadoras, Wendy Díaz, vino a los Estados Unidos para testificar sobre las condiciones en las que trabajaba. Díaz comentó: "Ojalá pudiera hablar con [Kathie Lee]. Si es buena, nos ayudará".
El activista sindical, Charles Kernaghan, habló sobre los medios de comunicación. Acusó a Gifford de ser responsable de la actividad de gestión de la fábrica de explotación. Gifford se dirigió a las alegaciones de Kernaghan en el aire durante Live, explicando que ella no estaba involucrada con la gestión de proyectos prácticos en las fábricas.
Más tarde, Gifford se puso en contacto con las autoridades federales para investigar el asunto y trabajó con las agencias federales legislativas y ejecutivas de Estados Unidos para apoyar y promulgar leyes que protegieran a los niños contra las condiciones de los talleres de explotación. Se reunió con el presidente Bill Clinton en la Casa Blanca para apoyar las iniciativas del gobierno para contrarrestar los abusos internacionales de los talleres de explotación.

## Today
El 31 de marzo de 2008, NBC anunció que Gifford se uniría a su programa matutino, Today, como coanfitrión de la cuarta hora, junto con Hoda Kotb. Esto marcó su regreso a la televisión matutina; en muchos mercados, ahora transmite directamente después de su viejo programa, ahora llamado Live! with Kelly and Michael. Debido a que la cuarta hora de la serie Today se transmite en vivo a las 10:00am ET, y Live! with Kelly and Michael en vivo a las 9:00am ET, la hora de Gifford no compite directamente con su anterior programa en la mayoría de los mercados. Kotb y Gifford reemplazaron a Ann Curry y Natalie Morales.
Comenzó como conductora de Today el 7 de abril de 2008 con Hoda Kotb.